# 한확 선생 신도비
한확 선생 신도비(韓確 先生 神道碑)는 대한민국 경기도 남양주시에 있는 조선시대의 신도비이다. 1985년 6월 28일 경기도의 유형문화재 제127호로 지정되었다.

## 개요
신도비란 임금이나 고관의 평생업적을 기록하여 그의 무덤 남동쪽에 세워두는 것으로, 이 비는 조선 전기의 문신이었던 한확 선생의 공적을 기리고 있다.
한확(1403∼1456)은 인수대비의 아버지로, 성종의 외할아버지가 되며, 그의 누이는 명나라 성조의 비, 누이동생은 명나라 선종의 후궁이다. 그 힘으로 세종 2년(1420) 명나라에 가서 금·은의 공물 면제를 허락받고 돌아왔으며, 세조 2년(1456)에는 사은사로 중국 연경에 가서 세조의 왕위의 정당성을 명나라에 설득하여 외교에 크게 공헌하기도 하였다.
비는 2층 받침돌 위에 비몸을 세우고 용을 조각한 머릿돌을 얹었다. 받침돌의 옆면에는 2단으로 안상(眼象)을 새기고 윗면에는 연꽃무늬를 조각하였다. 비문에는 명나라에 사신으로 왕래하면서 국교를 원활하게 한 그의 공로가 적혀 있으며, 이어 3남 6녀의 자녀와 인수대비의 소생인 성종, 월산대군, 명숙공주 등의 이름이 적혀 있다. 이세겸이 비문을 짓고, 임사홍이 글씨를 썼는데 부드러운 송설체이다.
인수대비가 부친의 묘에 비가 없음을 슬퍼하자 성종이 명하여, 이듬해인 연산군 원년(1495)에 이 비를 세웠다.

## 참고 문헌
- 한확선생신도비 - 국가유산청 국가유산포털